# Une maman pour un cœur
Pour plus de détails, voir Fiche technique et Distribution.
Une maman pour un cœur est un téléfilm franco-belgo-suisse réalisé par Patrice Martineau et diffusé le 7 avril 2008 sur TF1.

## Fiche technique
- Réalisateur : Patrice Martineau
- Scénariste  : Stéphane Keller, adapté du roman de Catherine Lévy : Mouloud au cœur[1].
- Société de production :  Yes Productions
- Producteur : Corinne Touzet
- Société de distribution : TF1
- Musique du film :  Christophe Boutin
- Directeur de la photographie : Jean-Louis Sonzogni
- Montage :  Pascale Arnaud
- Distribution des rôles :  Jeap Sivaggiani
- Création des décors :   Philippe Hezard
- Création des costumes : Yvette Frank
- Pays d'origine  :  France,  Belgique,  Suisse
- Genre :  Comédie dramatique
- Durée : 95 minutes
- Date de diffusion :  France : 7 avril 2008

## Distribution
- Corinne Touzet : Esther Weil
- Didier Flamand : Professeur Sarlat
- Felippi Blanchard : Mouloud Brahimi
- Aurélie Vaneck : Myriam
- Antoine Gautron : Édouard
- Samir Boitard : Samir
- Alexandre Thibault : Marc Weil
- Florence Hautier : Jeanne
- Christian Charmetant : Serge
- Michel Benizri : Anesthésiste
- Christiane Conil : Madame Luce
- Emmanuelle Bonnet : dame aéroport
- Fabien Baïardi : le gardien de l'aéroport
- Thierry Otin : Dr Vaquier
- Cécile Guichard : secrétaire